# Sandemanianer
Die Sandemanianer, auch Glassisten genannt, waren eine kleine christliche Gemeinschaft, die von John Glas (* 1695, † 1773) und seinem Schwiegersohn Robert Sandeman (* 1718, † 1771)  in Schottland gegründet wurde.

## Geschichte
Die Sandemanianer bildeten Gemeinden nach dem Vorbild der neutestamentlichen Urgemeinde. Die Gemeindeleitung lag in den Händen von Lehrern, Ältesten und einem Bischof. Der Schwerpunkt der Gottesdienste war die Abendmahlsfeier, wobei Fußwaschen und Liebesmahl mit Bruderkuss integrative Bestandteile waren. Neben der Abendmahlfeier gehörte die Auslegung der Schrift zu den Gottesdiensten, die sonntags mehrere Stunden lang dauerten. Die Sandemanianer legten dabei die Bibel wörtlich aus.
Die Gemeinde finanzierte sich durch Spenden, die in die Gemeindekasse eingezahlt wurden. Vergnügungen wie Glücksspiele waren verboten. Es gab Gemeinden in England, Schottland und USA, die meist nicht mehr als 100 Mitglieder aufwiesen. Mit dem Tod des letzten Ältesten 1999 in Edinburgh gilt die Gemeinschaft als erloschen.

## Bekannte Mitglieder
- Michael Faraday
- William Godwin
- James Baynes